# Johann Georg Fahr
Johann Georg Fahr (* 26. April 1836 in Gottmadingen; † 23. März 1916 ebenda) war ein deutscher Unternehmer.

## Leben
Fahrs Eltern waren der Bürger, Bauer und Wagner Dionis Fahr und dessen Frau Petronella, geb. Hug. Nach dem Besuch der Volksschule erlernte Johann Georg Fahr den Beruf des Mechanikers in der Maschinenfabrik Rauschenbach in Schaffhausen, die Dreschmaschinen herstellte. Nach der Wanderschaft und verschiedenen anderen Stationen kehrte Fahr 1867 als Werkmeister in die Firma Rauschenbach zurück. Im gleichen Jahr heiratete Susanne Bek und erhielt eine Niederlassungsbewilligung für Schaffhausen. 
1869 kaufte er eine alte Mühle in Gottmadingen und gründete eine eigene Firma, die 1870 den Betrieb aufnahm. Fahr produzierte Landmaschinen und andere Geräte. 1876 bekam er sein erstes Patent auf ein Räderschaltwerk für Futterschneidemaschinen. 1891 beschäftigte die „J. G. Fahr Maschinenfabrik und Eisengießerei“ 175 Arbeitskräfte. Fahr zeigte auch soziales Engagement: Er ließ Wohnungen für seine Angestellten errichten und gründete eine eigene Krankenunterstützungskasse. 
1903 übergab Fahr seine Firma an seine Söhne, seinen Neffen und seinen Schwiegersohn.

## Auszeichnungen
- 1907: Ritterkreuz des Ordens vom Zähringer Löwen